# Le Retour de Donna Noble
Le Retour de Donna Noble (Partners in Crime) est le 1er épisode de la quatrième saison de la deuxième série de la série télévisée britannique Doctor Who. Il réintroduit le personnage de Donna Noble joué par Catherine Tate.

## Accroche
Le Docteur et Donna Noble enquêtent tous les deux sur une affaire de pilules amincissantes.

## Distribution
- David Tennant : Le Docteur
- Catherine Tate : Donna Noble
- Billie Piper : Rose Tyler
- Sarah Lancashire : Miss Foster
- Bernard Cribbins : Wilfred Mott
- Jacqueline King : Sylvia Noble
- Verona Joseph : Penny Carter
- Jessica Gunning : Stacey Campbell
- Martin Ball : Roger Davey
- Rachid Sabitri : Craig Staniland
- Chandra Ruegg : Claire Pope
- Sue Kelvin : Suzette Chambers
- Jonathan Stratt : Chauffeur de taxi

## Résumé
L'épisode se centre principalement sur Donna Noble, la mariée de l'épisode spécial Le Mariage de Noël. Après avoir rencontré le Docteur et refusé de venir voyager avec lui dans le TARDIS, elle retrouve sa vie ordinaire, mais elle s'ennuie et finit par regretter sa décision. Déterminée à le retrouver, elle s'intéresse donc de très près à toutes les affaires un peu mystérieuses où le Docteur serait susceptible d'intervenir. Elle vit entre une mère possessive et culpabilisante, Sylvia Noble, et un grand-père astronome amateur, Wilfred Mott.
Le Docteur et Donna enquêtent donc tous deux séparément (sans le savoir) sur l'entreprise Adipose, une entreprise proposant des pilules amaigrissantes miraculeuses, dont le slogan est « la graisse partira d'elle-même », qu'elle teste sur la population londonienne. La pilule en question fait disparaître la graisse par parthénogenèse : elle transforme un kilogramme de graisse en un « bébé » Adipose ; le but étant pour Miss Foster, la dirigeante de l'entreprise, de se servir de la Terre comme d'une « planète nurserie », celle des Adiposes ayant été « perdue » (comme 25 autres planètes dans La Terre volée). En cas d'urgence, Miss Foster peut amplifier le processus et convertir non pas un kilogramme de graisse mais l'ensemble des tissus organiques de l'hôte, tuant celui-ci.
Se sentant menacée par le Docteur qui invoque des lois galactiques interdisant de se servir de la Terre à cette fin, Miss Foster augmente la fréquence des naissances, menaçant la vie de milliers de Londoniens. Le Docteur et Donna réussissent à interrompre le processus avant qu'il ne soit complètement terminé. Les bébés Adiposes sont récupérés par leurs parents, qui tuent Foster afin d'éliminer un témoin gênant.
À la fin de l'épisode, Donna rappelle au Docteur sa précédente offre et part avec lui. Elle indique à une jeune femme blonde (qui n'est nulle autre que Rose Tyler) l'endroit où elle a laissé ses clés de voiture, pour sa mère, et demande au Docteur de faire voler le TARDIS dans le ciel de manière que son grand-père puisse la voir grâce à son télescope depuis une colline. Celui-ci est emballé de voir que Donna part à l'aventure avec le Docteur, qu'il a rencontré le Noël précédent.

## Continuité
- Comme dans La Loi des Judoons, le Docteur se présente chez Adipose sous l'alias « John Smith ».
- Le Docteur fait un petit clin d'œil aux hommes-chats des épisodes Une nouvelle Terre et L'Embouteillage sans fin lorsqu'il dit « moui, j'ai déjà rencontré des personnes-chat... vous n'avez pas l'profil » (« No, I've met cat people. You're nothing like them »).
- Le Docteur mentionne la Proclamation de l'Ombre qui semble édicter des lois s'appliquant dans tout l'univers et dont on entend parler dès l'épisode Rose. De plus, comme dans Le Dernier Seigneur du temps et Une croisière autour de la Terre, la Terre est classée comme une planète de « catégorie 5 ».
- La mère de Donna Noble fait une apparition dans l'épisode Le Mariage de Noël et son grand-père est l'excentrique qui restait dans les rues de Londres dans Une croisière autour de la Terre. En référence à Le Mariage de Noël, Sylvia Noble reparle du « pauvre Lance ».
- Donna explique qu'elle n'a pas cru à cette histoire du « Titanic survolant Buckingham Palace », clin d'œil finalement d'Une croisière autour de la Terre.
- Donna fait remarquer au Docteur que Martha Jones a sans doute dû l'adoucir. En effet, dans Mariage de Noël il n'hésitait pas à exterminer tous les enfants Racnoss pour sauver la galaxie.
- La jeune fille blonde à laquelle Donna indique la poubelle où elle laisse ses clés n'est autre que Rose Tyler, compagne du Docteur dans les saisons 1 et 2, et qui est censée être dans un univers parallèle.
- On peut voir plusieurs véhicules portant le logo A.T.M.O.S. dont quelques taxis (par exemple celui venu chercher Stacie) ou la voiture de la mère de Donna.

## Production

### Casting
Cet épisode offre de nombreux retours d'acteurs de la série. Au cours d'un déjeuner, la productrice Julie Gardner a proposé à Catherine Tate le rôle de Donna Noble, alors que Tate s'attendait plutôt à ce que Gardner lui propose un rôle pour un tout autre téléfilm. Ce retour fut à l'époque controversé parmi les fans de Doctor Who, certains faisant un parallèle avec l'attribution polémique du rôle de James Bond à Daniel Craig. Howard Attfield (1947 - 2007), qui jouait Geoff, le père de Donna, dans Le Mariage de Noël, avait tourné quelques scènes dans cet épisode, mais il est décédé peu de temps après le début du tournage de la saison. Les crédits de fin lui sont d'ailleurs dédiés. Le producteur Phil Collinson suggéra de le coupler avec le personnage de Stan Mott (Une croisière autour de la Terre) et de le transformer en grand-père de Donna. Russell T Davies et Julie Gardner aimèrent l'idée et appelèrent Bernard Cribbins pour qu'il retourne les scènes précédemment jouées par Attfield. Le personnage a été renommé Wilfred Mott et le générique final d'Une croisière autour de la Terre a été changé en conséquence.

### Écriture
Davies a utilisé une approche différente lors de l'écriture de l'épisode. David Tennant et Sarah Lancashire ont relevé que Miss Foster était un personnage bien intentionné mais moralement ambigu. Initialement, les pilules d'Adipose fonctionnent sur une relation « gagnant-gagnant » entre les extra-terrestres et les humains.
Pour le personnage de Miss Foster, Davies s'est inspiré de Supernanny et de la politicienne Eva Perón. Sarah Lancashire dit de son rôle : « Je la vois comme une sorte de Mary Poppins. Elle est austère. C'est une femme forte. Lorsque j'ai lu le script, j'ai d'abord pensé, OK, c'est une méchante classique. Mais plus je lisais le script plus je me disais « Non, en fait, elle a l'impression de faire cela pour des raisons légitimes » »,. Le nom du personnage est un jeu de mots avec « Foster Mother » qui signifie en anglais « Mère Nourricière ».
Davies a aussi effectué quelques changements sur le personnage de Donna. Elle est finalement une personne plutôt vulnérable avec un côté émotif. Donna devait faire grandir le Docteur et avoir un caractère plus « caustique » que celui de Rose et Martha qui sont finalement tombées amoureuses du Docteur.
Les mimes du passage où Donna et le Docteur correspondent à l'aide de signes ont été improvisés par Catherine Tate sur le plateau. Le script original indiquait : « Donna fait une sorte de mime. Je suis venue ici, problème, lu à propos de ça, internet, j'ai pensé, problème = vous ! Et ce lieu est bizarre ! Pilules ! Donc je me suis cachée. Revenue ici. Effrayant. Vu. Vous. Car ils... »,

### Tournage
Cet épisode est le 4e produit lors de cette saison et a été filmé en octobre 2007. La plupart des scènes de nuit ont été tournées au petit matin pour des raisons d'éclairage. La scène où Donna et le Docteur enquêtent dans les bureaux d'Adipose a été difficile à tourner, et il a fallu environ une trentaine de prises car David Tennant et Catherine Tate apparaissaient ensemble à l'écran. La scène a d'ailleurs été tournée un dimanche matin dans les vrais bureaux d'un centre d'appels. Pour des raisons de sécurité, David Tennant n'a tourné qu'à un seul moment sur une véritable plate-forme de nettoyage, lorsqu'il rattrape le stylo sonique de Miss Foster.

### Effets spéciaux
Pour la première fois, l'équipe a utilisé pour les effets spéciaux le logiciel Massive, généralement réservé aux scènes de foules, qui a permis de créer l'invasion des rues par les Adiposes qui se différencient des traditionnels « gros monstres effrayants » par leur côté « mignons ». C'est d'ailleurs Stephen Regelous, le créateur de Massive, fan de Doctor Who, qui a aidé à superviser les effets spéciaux.
Le nom des Adiposes vient de l'expression scientifique « tissu adipeux » qui désigne communément « la graisse ». Davies voulait une créature « mignonne » semblable au Pillsbury Doughboy (appelé aussi « Patatarte » dans un épisode de Les Simpson).

## Réception et critique
L'épisode a été diffusé pour la première fois le 5 avril 2008 sur BBC One.
Russell T Davies s'est expliqué quant à l'apparition inattendue de Rose Tyler à la fin de cet épisode en disant qu'il souhaitait filmer quelque chose que personne ne verrait venir. D'ailleurs, la scène présentant Billie Piper et Catherine Tate n'était pas incluse dans les projections et DVD remis à la presse. Davies a anticipé toutes les fuites possibles. La scène contient d'ailleurs le thème musical de la scène d'adieu de l'épisode Adieu Rose. Davies voulait que la saison 4 soit la saison de Donna et une rumeur sur le retour de Rose aurait compromis le lancement de Catherine Tate dans la série.

## Liens
- Partners in Crime, Au hasard d'une rencontre critique de l'épisode sur Le Village